# Antidesma insulare
Antidesma insulare là một loài thực vật có hoa trong họ Diệp hạ châu. Loài này được Gillespie mô tả khoa học đầu tiên năm 1932.